# ダブルヒガシのジャンボリー競馬
『ダブルヒガシのジャンボリー競馬』（ダブルヒガシのジャンボリーけいば）は、2023年3月31日からラジオNIKKEI第1放送で春季・秋季の主要GI競走開催週の金曜日に放送されている、競馬の情報トーク番組である。日本中央競馬会 (JRA) 提供。
番組はダブルヒガシをパーソナリティーに、競馬初心者にも楽しめるように、当該週のGI競走にまつわる様々な情報・予想を、番組中盤に主にダブルヒガシと親交のあるお笑い芸人を交えて競馬談義を展開するゲストコーナーを交えながら放送している。原則としてレース開催1週間前に収録したものが放送されている。

## 放送されるレース
（2023・2024年度放送の実績）
- 大阪杯（2024年は放送なし）
- 皐月賞（2023年は放送なし）
- 天皇賞（春）
- 日本ダービー
- 宝塚記念
- 菊花賞
- 天皇賞（秋）
- ジャパンカップ
- 有馬記念

## ゲストコーナーに登場したタレント
- カベポスター（2023年大阪杯）
- なにわスワンキーズ・前田龍二（2023年天皇賞・春）
- シモタ（2023年天皇賞・春）
- ロングコートダディ（2023年日本ダービー、2023年天皇賞・秋）
- 紅しょうが・熊元プロレス（2023年宝塚記念）
- シモリュウ（2023年菊花賞、同有馬記念）
- 九条ジョー（2023年ジャパンカップ）
- チェリー大作戦（2024年皐月賞）